# Sistema hamiltoniano
Em mecânica clássica, um sistema hamiltoniano é um sistema físico no qual as forças são invariantes da velocidade.
Os sistemas hamiltonianos são estudados na mecânica hamiltoniana.
Em matemática, um sistema hamiltoniano é um sistema de equações diferenciais que podem ser escritas na forma de equações de Hamilton. Os sistemas hamiltonianos são usualmente formulados em termos dos campos de vectores hamiltonianos numa variedade simplética ou variedade de Poisson. Os sistemas hamiltonianos são um caso especial de sistemas dinâmicos.

## Sistema de segunda ordem
Um sistema de segunda ordem
{\displaystyle \left\{{\begin{array}{l}{\dot {x}}=f(x,y)\\{\dot {y}}=g(x,y)\end{array}}\right.}
designa-se de sistema hamiltoniano se as funções {\displaystyle f} e
{\displaystyle g} verificam a relação:
{\displaystyle {\frac {\partial f}{\partial x}}=-{\frac {\partial g}{\partial y}}}

## Função hamiltoniana
Se um sistema é hamiltoniano, existirá uma função de estado, {\displaystyle H(x,y)},
designada por função hamiltoniana, que permite definir as
equações de evolução:
{\displaystyle \left\{{\begin{array}{l}{\dot {x}}=\displaystyle {\frac {\partial H}{\partial y}}\\[12pt]{\dot {y}}=-\displaystyle {\frac {\partial H}{\partial x}}\end{array}}\right.}
Nomeadamente, a função hamiltoniana contêm toda a informação dinâmica
do sistema. Qualquer função hamiltoniana define um sistema dinâmico. E
qualquer conjunto de equações de evolução, que verifiquem as condições
para ser sistema hamiltoniano, definem uma função hamiltoniana através
das relações:
{\displaystyle \left\{{\begin{array}{l}\displaystyle {\frac {\partial H}{\partial y}}=f(x,y)\\[12pt]\displaystyle {\frac {\partial H}{\partial x}}=-g(x,y)\end{array}}\right.}

## Soluções no espaço de fase
Enquanto um sistema hamiltoniano evolui, a função hamiltoniana permanece
constante:
{\displaystyle {\frac {dH}{dt}}={\dot {x}}{\frac {\partial H}{\partial x}}+{\dot {y}}{\frac {\partial H}{\partial y}}={\frac {\partial H}{\partial y}}{\frac {\partial H}{\partial x}}-{\frac {\partial H}{\partial x}}{\frac {\partial H}{\partial y}}=0}
isso implica que as soluções, no espaço de fase, são a família de curvas
{\displaystyle H(x,y)=constante}
com diferentes valores da constante.
Os sistemas mecânicos sem forças dissipativas são sistemas
hamiltonianos. A função hamiltoniana é a energia mecânica; as
variáveis de estado poderão ser o momento linear e a posição (um par
de variáveis por cada coordenada),  ou o momento angular e um ângulo.

## Pontos fixos
Um sistema hamiltoniano só pode ter pontos de sela e centros. Esse
resultado explica-se pelo facto de que o traço da matriz jacobiana, em
qualquer ponto fixo, é nulo, como podemos conferir, escrevendo a
matriz jacobiana a partir da função hamiltoniana:
{\displaystyle \left[{\begin{array}{rr}\displaystyle {\frac {\partial ^{2}H}{\partial x\partial y}}&\displaystyle {\frac {\partial ^{2}H}{\partial y^{2}}}\\[12pt]-\displaystyle {\frac {\partial ^{2}H}{\partial x^{2}}}&-\displaystyle {\frac {\partial ^{2}H}{\partial y\partial x}}\end{array}}\right]}
um dos valores próprios da matriz jacobiana será sempre igual ao
outro, com sinal oposto. Os pontos onde os valores próprios forem
reais, serão pontos de sela, e os pontos onde os valores próprios
forem imaginários serão centros.

## Sistemas gradiente
Um sistema de segunda ordem
{\displaystyle \left\{{\begin{array}{l}{\dot {x}}=f(x,y)\\{\dot {y}}=g(x,y)\end{array}}\right.}
designa-se de sistema gradiente se as funções {\displaystyle f} e {\displaystyle g}
verificam a relação:
{\displaystyle {\frac {\partial f}{\partial y}}={\frac {\partial g}{\partial x}}}
nesse caso, existirá uma função potencial, {\displaystyle V(x,y)} tal que:
{\displaystyle \left\{{\begin{array}{l}f(x,y)=-\displaystyle {\frac {\partial V}{\partial x}}\\[12pt]g(x,y)=-\displaystyle {\frac {\partial V}{\partial y}}\end{array}}\right.}
as soluções do sistema são as curvas onde o potencial {\displaystyle V} decresce
mais rapidamente: na direção do gradiente do potencial, mas com
sentido oposto.
A matriz Jacobiana é igual à matriz Hessiana do potencial:
{\displaystyle \left[{\begin{array}{rr}\displaystyle -{\frac {\partial ^{2}V}{\partial x^{2}}}&-\displaystyle {\frac {\partial ^{2}V}{\partial y\partial x}}\\[12pt]-\displaystyle {\frac {\partial ^{2}V}{\partial x\partial y}}&-\displaystyle {\frac {\partial ^{2}V}{\partial y^{2}}}\end{array}}\right]}
por ser uma matriz simétrica, deverá ter unicamente valores próprios
reais. Assim, um sistema potencial não pode ter focos nem centros. Todos
os seus pontos fixos serão sempre ou nós ou pontos de sela.

## Pêndulo de Wilberforce

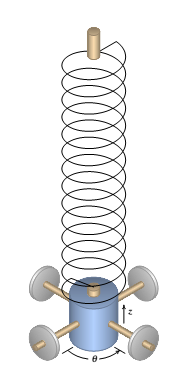
Pêndulo de Wilberforce.

O Pêndulo de Wilberforce consiste num objeto, ligado a uma mola vertical, que pode oscilar na vertical, ou rodar no plano horizontal.
Para além da energia cinética de translação, existe energia cinética
de rotação, que depende do momento angular, {\displaystyle L}, e do
momento de inércia, {\displaystyle I}. A energia elástica de torção é
proporcional ao quadrado do ângulo de rotação:
{\displaystyle H={\frac {p^{2}}{2m}}+{\frac {L^{2}}{2I}}+{\frac {k}{2}}\,z^{2}+{\frac {a}{2}}\,\theta ^{2}+{\frac {b}{2}}\,z\,\theta }
o termo de acoplamento é devido à relação que existe entre o
alongamento e a torção da mola.
Por cada par deslocamento-momento, existem duas equações de movimento:
{\displaystyle {\begin{array}{ll}{\dot {z}}=\displaystyle {\frac {\partial H}{\partial p}}&\quad {\dot {\theta }}=\displaystyle {\frac {\partial H}{\partial L}}\\[12pt]{\dot {p}}=-\displaystyle {\frac {\partial H}{\partial z}}&\quad {\dot {L}}=-\displaystyle {\frac {\partial H}{\partial \theta }}\end{array}}}
o sistema obtido é:
{\displaystyle \left\{{\begin{array}{l}{\dot {z}}=\displaystyle {\frac {p}{m}}\\[12pt]{\dot {\theta }}=\displaystyle {\frac {L}{I}}\\[12pt]{\dot {p}}=-kz-\displaystyle {\frac {b}{2}}\theta \\[12pt]{\dot {L}}=-a\theta -\displaystyle {\frac {b}{2}}z\end{array}}\right.}

## Exemplos
- Bilhar dinâmico
- Sistema planetários